# Burnt Evidence
Burnt Evidence é um filme britânico de 1954, do gênero drama, dirigido por Daniel Birt e estrelado por Jane Hylton, Duncan Lamont e Donald Gray. Um homem acidentalmente mata outro e é caçado pela polícia. O filme foi produzido por Ronald Kinnoch para Act Films Ltd.

## Elenco
- Jane Hylton - Diana Taylor
- Duncan Lamont - Jack Taylor
- Donald Gray - Jimmy Thompson
- Meredith Edwards - Bob Edwards
- Cyril Smith - Alf Quinney
- Irene Handl - Sra. Raymond
- Hugo Schuster - Hartl
- Kynaston Reeves - Patologista